# Giải bóng đá nữ vô địch U19 quốc gia 2022
Giải bóng đá nữ vô địch U19 quốc gia 2022 là giải bóng đá nữ dành cho lứa tuổi U19 ở Việt Nam. Đây là mùa giải thứ 16 do VFF tổ chức. Giải diễn ra theo hai lượt (lượt đi và lượt về) để tính điểm xếp hạng từ ngày 20 tháng 3 đến ngày 12 tháng 4 năm 2022 tại Trung tâm đào tạo bóng đá trẻ Việt Nam, Hà Nội.

## Các đội bóng
Tính đến ngày 20 tháng 3 năm 2022 trên trang chủ VFF.
- U19 Hà Nội
- U19 Thành phố Hồ Chí Minh
- U19 Than Khoáng Sản Việt Nam
- U19 Sơn La
- U19 Phong Phú Hà Nam
- U19 Thái Nguyên T&T[2]

## Kết quả chi tiết

### Vòng 1
| U19 nữ Phong Phú Hà Nam | 1–1      | U19 nữ Hà Nội    |
| ----------------------- | -------- | ---------------- |
| Đỗ Thị Nhi 2'           | Chi tiết | Vũ Thị Hoa 45+1' |

| U19 nữ Thành phố Hồ Chí Minh | 1–3      | U19 nữ Than Khoáng Sản Việt Nam                                |
| ---------------------------- | -------- | -------------------------------------------------------------- |
| Nguyễn Thị Diễm Huỳnh 56'    | Chi tiết | Trần Nhật Lan 8' · Hồ Thị Thúy Nga 11' · Hồ Thị Thanh Thảo 67' |

| U19 nữ Thái Nguyên T&T    | 2–0      | U19 nữ Sơn La |
| ------------------------- | -------- | ------------- |
| Ngọc Minh Chuyên 16', 68' | Chi tiết |               |

### Vòng 2
| U19 nữ Sơn La  | 1–1      | U19 nữ Thành phố Hồ Chí Minh |
| -------------- | -------- | ---------------------------- |
| Lò Thị Son 62' | Chi tiết | Nguyễn Thị Như Ý 85'         |

| U19 nữ Than Khoáng Sản Việt Nam | 0–1      | U19 nữ Phong Phú Hà Nam |
| ------------------------------- | -------- | ----------------------- |
|                                 | Chi tiết | Đào Thị Ngân 58'        |

| U19 nữ Hà Nội           | 2–3      | U19 nữ Thái Nguyên T&T                         |
| ----------------------- | -------- | ---------------------------------------------- |
| Đặng Thanh Thảo 1', 28' | Chi tiết | Mai Diệu Thương 32', 84' · Ngọc Minh Chuyê 58' |

## Bảng xếp hạng
| 1 | U19 nữ Hà Nội                   | 10 | 7 | 2 | 1 | 23-7  | +16 | 23 |
| 2 | U19 nữ Phong Phú Hà Nam         | 10 | 6 | 2 | 2 | 17-6  | +11 | 20 |
| 3 | U19 Thái Nguyên T&T             | 10 | 4 | 5 | 1 | 18-10 | +8  | 17 |
| 4 | U19 nữ Than Khoáng sản Việt Nam | 10 | 4 | 3 | 3 | 16-12 | +4  | 15 |
| 5 | U19 nữ Thành phố Hồ Chí Minh    | 10 | 1 | 3 | 6 | 15-27 | -12 | 6  |
| 6 | U19 nữ Sơn La                   | 10 | 0 | 1 | 9 | 6-33  | -27 | 1  |

## Tổng kết mùa giải
- Đội Vô địch: U19 nữ Hà Nội
- Đội thứ Nhì: U19 nữ Phong Phú Hà Nam
- Đội thứ Ba: U19 nữ Than Khoáng Sản Việt Nam
- Đội phong cách: U19 nữ Hà Nội
- Cầu thủ ghi nhiều bàn thắng nhất giải: Vũ Thị Hoa (8, Hà Nội, 7 bàn)
- Cầu thủ xuất sắc nhất giải: Vũ Thị Hoa (8, Hà Nội)
- Thủ môn xuất sắc nhất giải: Đào Thị Kiều Oanh (16, Hà Nội)